# サディスティックヴィレッジ
サディスティックヴィレッジ(Sadistic Village)は、日本のアダルトビデオメーカー。商号（会社名）は、株式会社レコンキスタスピリッツ。

## 概要
ソフト・オン・デマンド（SOD）グループに属するメーカーの一つ。
2007年4月創立。
2025年4月現在もリリースしている。

## 主な代表シリーズ
- 羞恥シリーズ
- マシンバイブシリーズ
- イカせ!潮!潮!潮!そして黒人FUCKシリーズ
- 磔獄門 レ○プシリーズ

他多数

## 監督
- ニューカジー風間
- クレイジーソルト
- おにぱん
- ジャケン小玉
- IST
- キングオブゲンキング
- 犬神涼
- トレンディ山口
- 沢庵
- 寿司=欲望
- つぶやきジロー
- カンナナ・ダイナナ